# Кейп-Канаверал (Флорида)
Кейп-Канаверал (англ. Cape Canaveral - Мис Канаверал) — місто в США, в окрузі Бревард штату Флорида. Населення — 10 411 (на 2020)

## Географія
Кейп-Канаверал розташований за координатами 28°23′39″ пн. ш. 80°36′28″ зх. д. / 28.39417° пн. ш. 80.60778° зх. д. (28.394100, -80.607782).  За даними Бюро перепису населення США в 2010 році місто мало площу 6,13 км², з яких 6,03 км² — суходіл та 0,09 км² — водойми та водяно-болотні угіддня.

### Клімат
| Клімат : Кейп-Канаверал | Клімат : Кейп-Канаверал | Клімат : Кейп-Канаверал | Клімат : Кейп-Канаверал | Клімат : Кейп-Канаверал | Клімат : Кейп-Канаверал | Клімат : Кейп-Канаверал | Клімат : Кейп-Канаверал | Клімат : Кейп-Канаверал | Клімат : Кейп-Канаверал | Клімат : Кейп-Канаверал | Клімат : Кейп-Канаверал | Клімат : Кейп-Канаверал | Клімат : Кейп-Канаверал |
| Показник                | Січ.                    | Лют.                    | Бер.                    | Квіт.                   | Трав.                   | Черв.                   | Лип.                    | Серп.                   | Вер.                    | Жовт.                   | Лист.                   | Груд.                   | Рік                     |
| Абсолютний максимум, °C | 31,7                    | 33,3                    | 33,9                    | 36,1                    | 36,1                    | 38,3                    | 38,9                    | 38,3                    | 36,7                    | 35,6                    | 32,8                    | 32,2                    | 38,9                    |
| Середній максимум, °C   | 21,7                    | 23,3                    | 25,0                    | 27,2                    | 30,0                    | 31,7                    | 32,8                    | 32,8                    | 31,1                    | 28,9                    | 26,1                    | 22,8                    | 27,8                    |
| Середній мінімум, °C    | 9,4                     | 11,1                    | 12,8                    | 15,6                    | 19,4                    | 22,2                    | 22,8                    | 22,8                    | 22,8                    | 20,0                    | 15,6                    | 11,7                    | 17,2                    |
| Абсолютний мінімум, °C  | −8,3                    | −2,8                    | −3,9                    | 1,7                     | 8,3                     | 12,8                    | 15,6                    | 15,6                    | 13,9                    | 5,0                     | −1,1                    | −6,1                    | −8,3                    |
| Норма опадів, мм        | 58                      | 68                      | 83                      | 54                      | 84                      | 170                     | 151                     | 195                     | 194                     | 129                     | 73                      | 65                      | 1325                    |
| ----------------------- | ----------------------- | ----------------------- | ----------------------- | ----------------------- | ----------------------- | ----------------------- | ----------------------- | ----------------------- | ----------------------- | ----------------------- | ----------------------- | ----------------------- | ----------------------- |
| Джерело: TWC            |                         |                         |                         |                         |                         |                         |                         |                         |                         |                         |                         |                         |                         |

## Демографія
Згідно з переписом 2010 року, у місті мешкало 9912 осіб у 5626 домогосподарствах у складі 2435 родин. Густота населення становила 1618 осіб/км².  Було 8295 помешкань (1354/км²).
Расовий склад населення:
| - 92,9 % — білих - 2,4 % — чорних або афроамериканців - 1,8 % — азіатів - 0,3 % — корінних американців - 0,1 % — вихідців з тихоокеанських островів |

До двох чи більше рас належало 1,7 %. Частка іспаномовних становила 5,7 % від усіх жителів.
За віковим діапазоном населення розподілялося таким чином: 9,9 % — особи молодші 18 років, 64,4 % — особи у віці 18—64 років, 25,7 % — особи у віці 65 років та старші. Медіана віку мешканця становила 51,4 року. На 100 осіб жіночої статі у місті припадало 107,8 особи;  на 100 жінок у віці від 18 років та старших — 106,6 особи також старших 18 років.
Середній дохід на одне домашнє господарство  становив 68 984 долари США (медіана — 44 802), а середній дохід на одну сім'ю — 92 373 долари (медіана — 65 174). Медіана доходів становила 54 045 доларів для чоловіків та 36 330 доларів для жінок. За межею бідності перебувало 13,4 % осіб, у тому числі 28,9 % дітей у віці до 18 років та 5,3 % осіб у віці 65 років та старших.
Цивільне працевлаштоване населення становило 4276 осіб. Основні галузі зайнятості: науковці, спеціалісти, менеджери — 17,6 %, освіта, охорона здоров'я та соціальна допомога — 15,0 %, роздрібна торгівля — 14,2 %.
Місто знаходиться біля ВМБ підрозділу Космічних сил США Канаверал

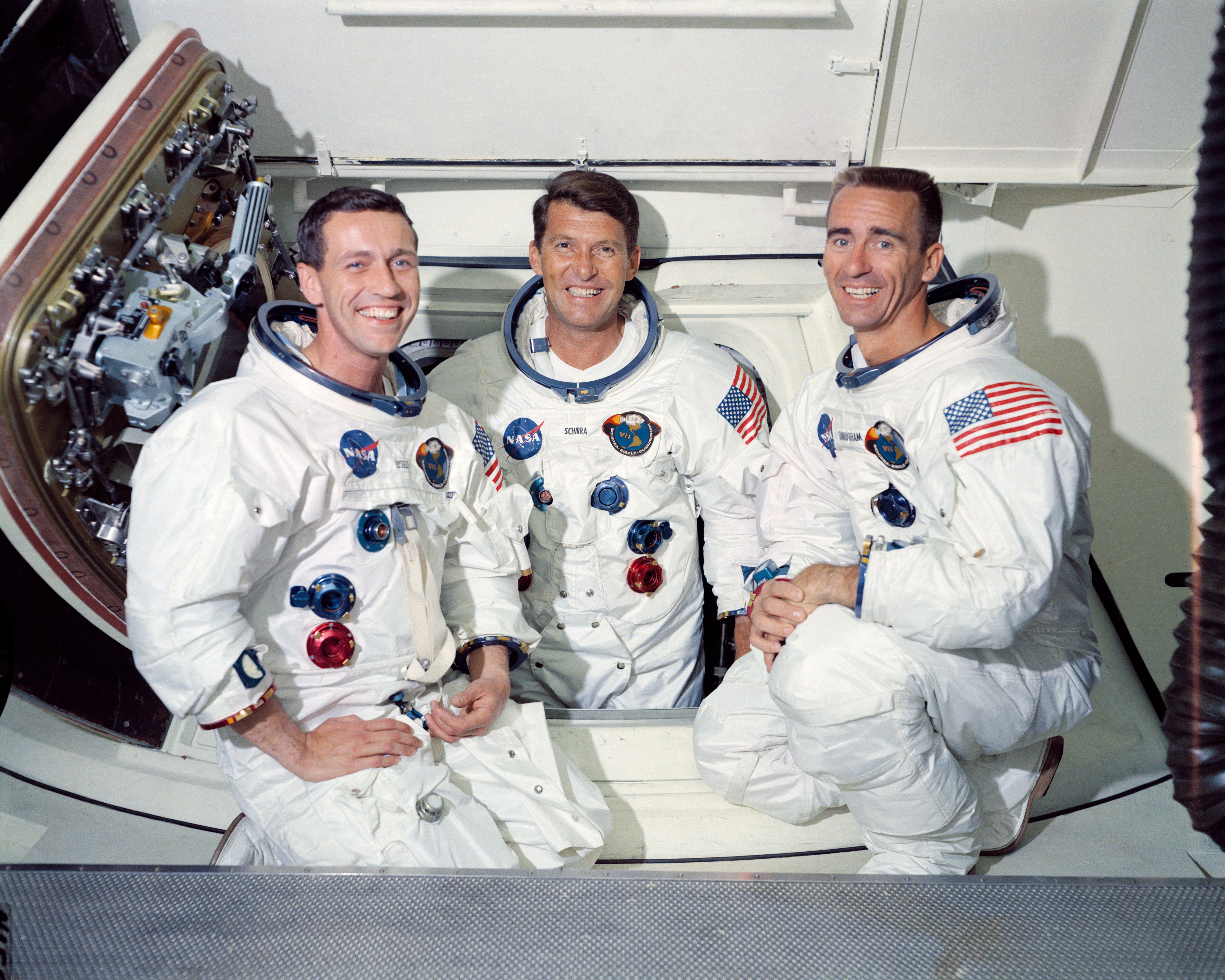
Три астронавти на борту ракети Аполлон-7 у 1968 р.Донн Ейсел — ліворуч. Волтер Ширра — в центрі. Волтер Каннінгем — праворуч.

Також відомо що велику кількість населення складають сім'ї вчених, астронавтів та астрономів які працюють у космічному центрі